# Ановил
Ановил (фр. Annoville) насеље је и општина у северној Француској у региону Доња Нормандија, у департману Манш која припада префектури Кутанс.
По подацима из 2011. године у општини је живело 632 становника, а густина насељености је износила 74,62 становника/km². Општина се простире на површини од 8,47 km². Налази се на средњој надморској висини од 28 метара (максималној 58 m, а минималној 4 m).

## Демографија
| 1962. | 1968. | 1975. | 1982. | 1990. | 1999. | 2011. |
| ----- | ----- | ----- | ----- | ----- | ----- | ----- |
| 566   | 572   | 565   | 483   | 474   | 547   | 632   |

График промене броја становника у току последњих година